# Bataille de Varsovie (1705)
 (signalé en mai 2025).
Si vous disposez d'ouvrages ou d'articles de référence ou si vous connaissez des sites web de qualité traitant du thème abordé ici, merci de compléter l'article en donnant les références utiles à sa vérifiabilité et en les liant à la section « Notes et références ».
- Archive Wikiwix
- Bing
- Cairn
- DuckDuckGo
- E. Universalis
- Gallica
- Google
- G. Books
- G. News
- G. Scholar
- Persée
- Qwant
- (zh) Baidu
- (ru) Yandex
- (wd) trouver des œuvres sur Wikidata

Pour les articles homonymes, voir Bataille de Varsovie.
Grande guerre du Nord
La bataille de Varsovie, également connue sous le nom de bataille de Rakowitz ou bataille de Rakowiec, a eu lieu le 31 juillet 1705 près de Varsovie, dans l'actuelle Pologne pendant la grande guerre du Nord.
La bataille faisait partie d'une lutte de pouvoir pour le trône polono-lituanien : elle a opposé les forces de Carl Nieroth et celles d'Auguste II et Stanislas Leszczynski.